# Kocmyrzów-Luborzyca
Kocmyrzów-Luborzyca è un comune rurale polacco del distretto di Cracovia, nel voivodato della Piccola Polonia.
Ricopre una superficie di 82,53 km² e nel 2004 contava 13 046 abitanti.